# Калдово (Мальборський повіт)
Калдово (пол. Kałdowo, нім. Kalthof) — село в Польщі, у гміні Мальборк Мальборського повіту Поморського воєводства. Населення — 201 особа (2011).
У 1975-1998 роках село належало до Ельблонзького воєводства.

## Демографія
Демографічна структура станом на 31 березня 2011 року:
|          | Загалом | Допрацездатний вік | Працездатний вік | Постпрацездатний вік |
| -------- | ------- | ------------------ | ---------------- | -------------------- |
| Чоловіки | 106     | 23                 | 79               | 4                    |
| Жінки    | 95      | 22                 | 56               | 17                   |
| Разом    | 201     | 45                 | 135              | 21                   |